# L'esercito di Scipione
L'esercito di Scipione è un romanzo che Giuseppe D'Agata iniziò a scrivere nel 1958 e che fu pubblicato nel 1960. Nello stesso anno, il libro ricevette il Premio speciale per un trattato sull'armistizio dell'8 settembre 1943 ex aequo, nell'ambito del Premio Viareggio
Da esso fu tratto uno sceneggiato TV per la regia di Giuliana Berlinguer.
Ricordo il 1958 come un anno di merda, come uno dei più grami. Sotto ogni profilo, considerando tutti i piani della mia vita. [...]
Volevo fare una storia di gente minuta, di fatti minimi, senza retorica e senza eroismi, nella quale la Resistenza doveva rimanere sullo sfondo, pur toccando in qualche modo i miei personaggi. Un romanzo storico, insomma.

## Trama
Dopo l'8 settembre 1943 alcuni soldati e un maggiore, sfuggiti alla cattura da parte dei tedeschi, si avviano da Treviso verso Bologna, dove abita uno dei soldati, Cesare. Lungo il percorso altri sbandati si aggregano al gruppo finché, arrivati a Bologna, Cesare trova un ricovero ai suoi compagni presso la falegnameria dove lavorava da civile. Grossi, il padrone, coglie l'occasione e se ne approfitta per far lavorare i soldati sbandati come operai malpagati, al posto dei lavoratori locali. Il maggiore invece, grazie al parroco don Bruno, trova alloggio presso la signora Barozzi, il cui marito è prigioniero di guerra.
Il maggiore vorrebbe organizzare il gruppo in una formazione di resistenza antifascista sotto il suo comando, il gruppo Scipione, ma pian piano i vari componenti si distaccano: chi se ne va, chi si sistema altrove. Di conseguenza il gruppo, che il maggiore dirige senza troppo impegno, e che ha scarsi contatti con le altre formazioni partigiane più agguerrite e consapevoli, non va oltre a qualche volantinaggio notturno.
Infine il maggiore e Milleto partono dirigendosi verso Sud, cercando di attraversare la linea del fronte.

## Struttura
Il romanzo è diviso in tre parti.

La prima, più lunga, è divisa in due e narra dapprima del formarsi del gruppo, del suo spostarsi verso Bologna, aggregando altri sbandati e incontrando varie persone nelle campagne veneta ed emiliana, e in seguito racconta della sistemazione del gruppo a Bologna, nell'autunno del 1943.
La seconda parte racconta di come stanno le cose nella primavera del 1944 e di come i vari personaggi, in particolare i meridionali, si sono ambientati nel quartiere bolognese.
La terza parte, più breve, descrive come nell'estate 1944 il gruppo, per vari motivi, si dissolve e ciascuno dei componenti va per la sua strada.

## Personaggi
Il romanzo non ha un protagonista ma un insieme di personaggi.
In ordine di apparizione:
- Cesare, bolognese, operaio nella falegnameria di Grossi, alla fine della battaglia contro i tedeschi non vuole cadere prigioniero e decide di tornare a casa; ma quando arriva a Bologna e sistema i compagni riprende la vita d'anteguerra allentando i legami con essi e partecipando di malavoglia alle azioni del gruppo Scipione;
- Capellupo, calabrese, contadino, uomo semplice, non ha spirito d'iniziativa, e rimane solo, ultimo rimasto a dormire nella segheria quando tutti gli altri si sono sistemati altrove, ma alla fine riesce, nella sua semplicità, a divenire una figura importante;
- Toto, siciliano, il più giovane, dapprima segue la figura paterna del maggiore ma nel corso della storia per l'incontro con Maria e l'operaio Mingardi ha un'evoluzione che lo fa maturare;
- Milleto, siciliano, fornaio, umile e schivo, sviluppa un forte legame umano con il maggiore di cui si mette al servizio e che segue fedelmente fino alla fine del romanzo, come un cane che segue il padrone;
- il maggiore, siciliano, avvocato nella vita civile, esausto e svuotato dopo le battaglie seguite all'armistizio, è deluso per la perdita di prestigio dell'Esercito e sua personale, ma cerca un riscatto ideando la formazione di un gruppo partigiano insieme ai compagni di viaggio, tuttavia non è capace di comprendere la mutevole situazione politica e nemmeno di mantenere l'unità del gruppo, necessaria per i fini che si propone;
- Sgrizzi, campano, amaro individualista, non lega con gli altri compagni, non ha molti scrupoli e dopo un tentativo di furto se ne va alla fine della prima parte del romanzo, e di lui non si saprà più nulla;
- Peppe, campano, barbiere, socievole ma insincero, si fidanza con Gisella, che infine sposa, allontanandosi così dal gruppo;
- Rino, giovane bolognese, amico di Cesare, legato a Marcella, borsanerista, entra nella Guardia Nazionale Repubblicana, formazione militare fascista, per meglio continuare i suoi traffici, ma quando la lotta partigiana diventa seria non riesce a uscirne come prevedeva;
- Grossi, l'anziano padrone della segheria, scapolo, persona gretta e avida;
- Maria, ragazza del quartiere, è attratta da Toto e dopo qualche difficoltà di relazione lo aiuta ad ambientarsi;
- Morgese, salentino, si aggrega agli altri al loro arrivo a Bologna, è l'unico a legare un po' con Sgrizzi, non partecipa alle attività del gruppo Scipione e alla fine si sistema con una prostituta;
- Paolino, giovane garzone della segheria, partecipa alle attività del gruppo Scipione nel desiderio di sentirsi adulto;
- don Bruno, parroco del quartiere, aiuta il gruppo con denaro ottenuto dalle benefattrici della parrocchia, sistema il maggiore presso la signora Barozzi;
- la signora Barozzi, moglie di un impiegato prigioniero di guerra, appartiene a un ceto sociale superiore a quello popolare prevalente nel quartiere in cui abita, e quindi accoglie volentieri il maggiore in casa come una persona del suo livello sociale, e non oppone resistenza nemmeno quando il maggiore entra anche nella sua camera;
- Mingardi, maturo operaio socialista, partigiano, accoglie in casa Toto, gli trova un lavoro e lo aiuta a maturare una coscienza politica;

## Edizioni
- L'esercito di Scipione, di Giuseppe D'Agata, editrice Galileo, Bologna, 1960, prima edizione.
- L'esercito di Scipione, di Giuseppe D'Agata, editrice Bompiani, Milano, 1972, CL 54-9024-3.
- L'esercito di Scipione, di Giuseppe D'Agata, editrice Bompiani, Milano, 1977, 1ª edizione nei "Tascabili Bompiani".